# Spallanzania finitima
Spallanzania finitima är en tvåvingeart som först beskrevs av Snow 1895.  Spallanzania finitima ingår i släktet Spallanzania och familjen parasitflugor.
Artens utbredningsområde är New Mexico. Inga underarter finns listade i Catalogue of Life.